# عبدالرحیم کاراکوچ
عبدالرحیم کاراکوچ (به ترکی استانبولی: Abdürrahim Karakoç) (زادهٔ ۱۹۳۲ در اکینوزو – درگذشتهٔ ۸ ژوئن ۲۰۱۲ در آنکارا) روزنامه‌نگار، نویسنده و شاعر مشهور ترک است.

## زندگی
کاراکوچ در سال ۱۹۳۲ البستان در خانواده‌ای که همهٔ اعضای آن شاعر بودند به دنیا آمد. وی در کودکی سرودن شعر را آغاز کرد ولی اشعار ابتدایی خود را آتش زد و سال ۱۹۶۴ اولین کتابش را با نام «نامه‌هایی به حسن» به چاپ رساند که با استقبال چشمگیری روبه‌رو شد. این مجموعه سه بار و هر بار در تیراژ ده‌هزار نسخه تجدید چاپ شد.
کاراکوچ بیشتر شعرهایش را در زمینهٔ انسان و عواطف انسانی می‌سرود. اشعار وی انباشته از تمسخر دموکراسی است، زبانی پر از نیش و کنایه دارد و معتقد است با هیچ سیاستمداری نباید آشتی کرد. انسانیت و مظلومیت اسلام بن‌مایهٔ اندیشهٔ او را شکل می‌دهد. وی در دههٔ ۱۹۷۰ محکوم به زندان شد اما بدون آن که برای خود وکیلی گرفته باشد تبرئه شد. او بیش از ۳۰ بار برای شعرهایش به دادگاه فراخوانده شد اما از همهٔ اتهامات تبرئه شد. او که شغل اصلی‌اش روزنامه‌نگاری بود، مدت کوتاهی وارد عرصهٔ سیاست شد اما در آن دنیای ناآشنا جایی برای خود نیافت و از آن محیط فاصله گرفت. وی در مصاحبه‌ای در مورد تجربهٔ سیاسی کوتاهش چنین گفت: محض رضای خدا وارد سیاست شدم، اما زود فهمیدم که بهتر است محض رضای خدا آن را رها کنم.
ناشر آثار وی در مورد او می‌گوید: «او استاد بی‌چون و چرای شعر مردمی است، شعرهای ماندگارش به ظریف‌ترین شکل صدای رسای ماست. او آنچه را که ما درک می‌کنیم و به زبان می‌آوریم، در قالب شعر ارائه می‌دهد. کاراکوچ مترجم احساس و عاطفهٔ ماست.»
این نویسنده و شاعر مشهور ترک و بازنشستهٔ شهرداری که از ماه آوریل ۲۰۱۲ (فروردین ۱۳۹۱) به دلیل عفونت ریه در بیمارستان دانشکده علوم پزشکی قاضی استانبول بستری بود، جمعه ۸ ژوئن ۲۰۱۲ درگذشت.
در مراسم خاکسپاری کاراکوچ که فردای درگذشتش برگزار شد علاوه‌بر چهره‌های ادبی ترکیه، چهره‌های مهم سیاسی ترکیه و چندتن از وزیران این کشور شرکت کردند.

## آثار
عبدالرحیم کاراکوچ، ۱۶ کتاب شعر به چاپ رسانده که بیشترشان هنوز تجدید چاپ می‌شوند. این آثار عبارت‌اند از:
- نامه‌هایی به حسن (به ترکی استانبولی: Hasan'a Mektuplar) - ۱۹۶۵
- عقل به گِل نشست (به ترکی استانبولی: Akıl Karaya Vurdu) - ۱۹۶۵
- گوش به زنگ (به ترکی استانبولی: Eli Kulakta) -۱۹۶۹
- فرمان تیر (به ترکی استانبولی: Vur Emri) - ۱۹۷۳
- خون‌نگاشته (به ترکی استانبولی: Kan Yazısı) - ۱۹۷۸
- آب‌ها خیس نمی‌شوند (به ترکی استانبولی: Suları Islatamadım) - ۱۹۸۳
- فصل پنجم (به ترکی استانبولی: Beşinci Mevsim) - ۱۹۸۵
- به دوست (به ترکی استانبولی: Dosta Doğru) - ۱۹۹۴
- رؤیاهای ممنوعه (به ترکی استانبولی: Yasaklı Rüyalar) - ۲۰۰۰
- زیبایی آسمانی‌ام (به ترکی استانبولی: Gök çekimi) - ۲۰۰۰
- گردنبند ۱ (به ترکی استانبولی: Gerdanlık - I) - ۲۰۰۰
- گردنبند ۲ (به ترکی استانبولی: Gerdanlık - II) - ۲۰۰۲
- اثر انگشت (به ترکی استانبولی: Parmak İzi) - ۲۰۰۲
- باران از زمین می‌بارد (به ترکی استانبولی: Yağmur Yerden Yağar) - ۲۰۰۲
- بهار در آناتولی (به ترکی استانبولی: Anadolu'da Bahar) - ۲۰۰۷
- دعوت به صلح (به ترکی استانبولی: Barış Çağrısı) - ۲۰۰۹[۱۶]

### ترجمهٔ آثار به فارسی
از وی در ایران نیز شعرهای پراکنده‌ای به چاپ رسیده است.

## نمونه شعر
| «تو»                                       |
| تو: آن شفقی که سپیده خواهد شد در چاملی بئل |
| نیلوفر برکه‌های زلال                        |
| خوشه‌ای پیچیده در دشت                       |
| سرچشمهٔ امید، عرق پیشانی ام                 |
| تو: ستاره‌ای در آسمان، رؤیایی در خواب       |
| کشته‌ای سبز، نقره‌ای سفید                    |
| دریای آبی پوشیده از مه‌ای                   |
| گره رازآلود عشق                            |
| تو: جلوه‌ای ژرف از زیبایی                   |
| مرهمی برای زخم دل                          |
| هدیه خدا و آرزوی من                        |
| خنجر دسته‌دار عشق در قلبم                   |
| تو: گرمایی تابستان روستا را                |
| میوه‌ای رسیده در آغوش شاخه‌ای                |
| هیمه‌ای برای آتش عشق                        |
| شاهکار آفریدگار                            |
| تو منی ببین که تو نیستم من                 |
| اندیشه‌ام، زبانم، روحم                      |
| دست من، پای من، چشمم                       |
| مأمنم باش نزدیک‌تر از من به من              |

## پی‌نوشت
1. ↑  «عبدالرحیم کاراکوچ به جهان دیگر کوچ کرد»،  ایبنا.
2. ↑  مطلق، «جزمی ارسوز و عبدالرحیم…»، روزنامهٔ ایران.
3. ↑  «عبدالرحیم کاراکوچ به جهان دیگر کوچ کرد»،  ایبنا.
4. ↑  «عبدالرحیم کاراکوچ به جهان دیگر کوچ کرد»،  ایبنا.
5. ↑  مطلق، «جزمی ارسوز و عبدالرحیم…»، روزنامهٔ ایران.
6. ↑  «عبدالرحیم کاراکوچ به جهان دیگر کوچ کرد»،  ایبنا.
7. ↑  مطلق، «جزمی ارسوز و عبدالرحیم…»، روزنامهٔ ایران.
8. ↑  «عبدالرحیم کاراکوچ به جهان دیگر کوچ کرد»،  ایبنا.
9. ↑  مطلق، «جزمی ارسوز و عبدالرحیم…»، روزنامهٔ ایران.
10. ↑  «عبدالرحیم کاراکوچ به جهان دیگر کوچ کرد»،  ایبنا.
11. ↑  مطلق، «جزمی ارسوز و عبدالرحیم…»، روزنامهٔ ایران.
12. ↑  مطلق، «جزمی ارسوز و عبدالرحیم…»، روزنامهٔ ایران.
13. ↑  «عبدالرحیم کاراکوچ به جهان دیگر کوچ کرد»،  ایبنا.
14. ↑  «عبدالرحیم کاراکوچ به جهان دیگر کوچ کرد»،  ایبنا.
15. ↑  «عبدالرحیم کاراکوچ به جهان دیگر کوچ کرد»،  ایبنا.
16. ↑  مطلق، «جزمی ارسوز و عبدالرحیم…»، روزنامهٔ ایران.
17. ↑  «عبدالرحیم کاراکوچ به جهان دیگر کوچ کرد»،  ایبنا.
18. ↑  چاملی بئل کوهستانی است که در آن کوراوغلو زیر نظر پدر برای مبارزه با ظلم تربیت شد.
19. ↑  مطلق، «جزمی ارسوز و عبدالرحیم…»، روزنامهٔ ایران.